# Trickster

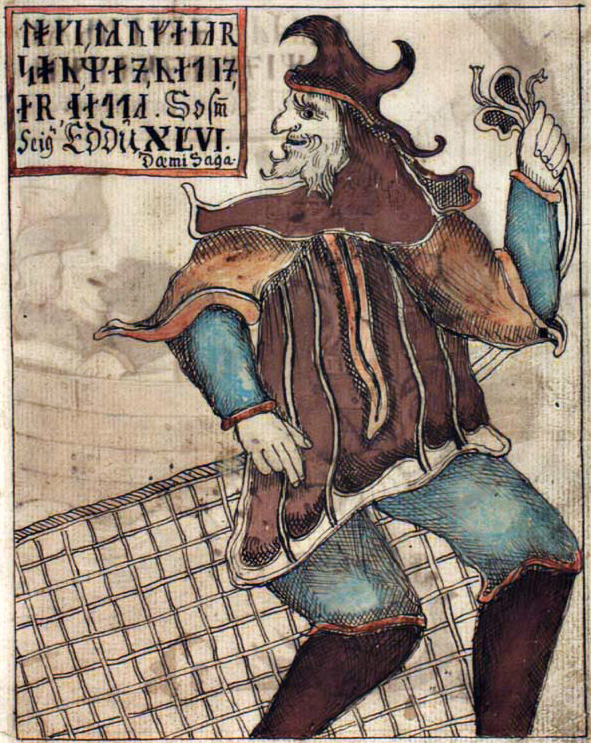
Loki, trickster w mitologii nordyckiej

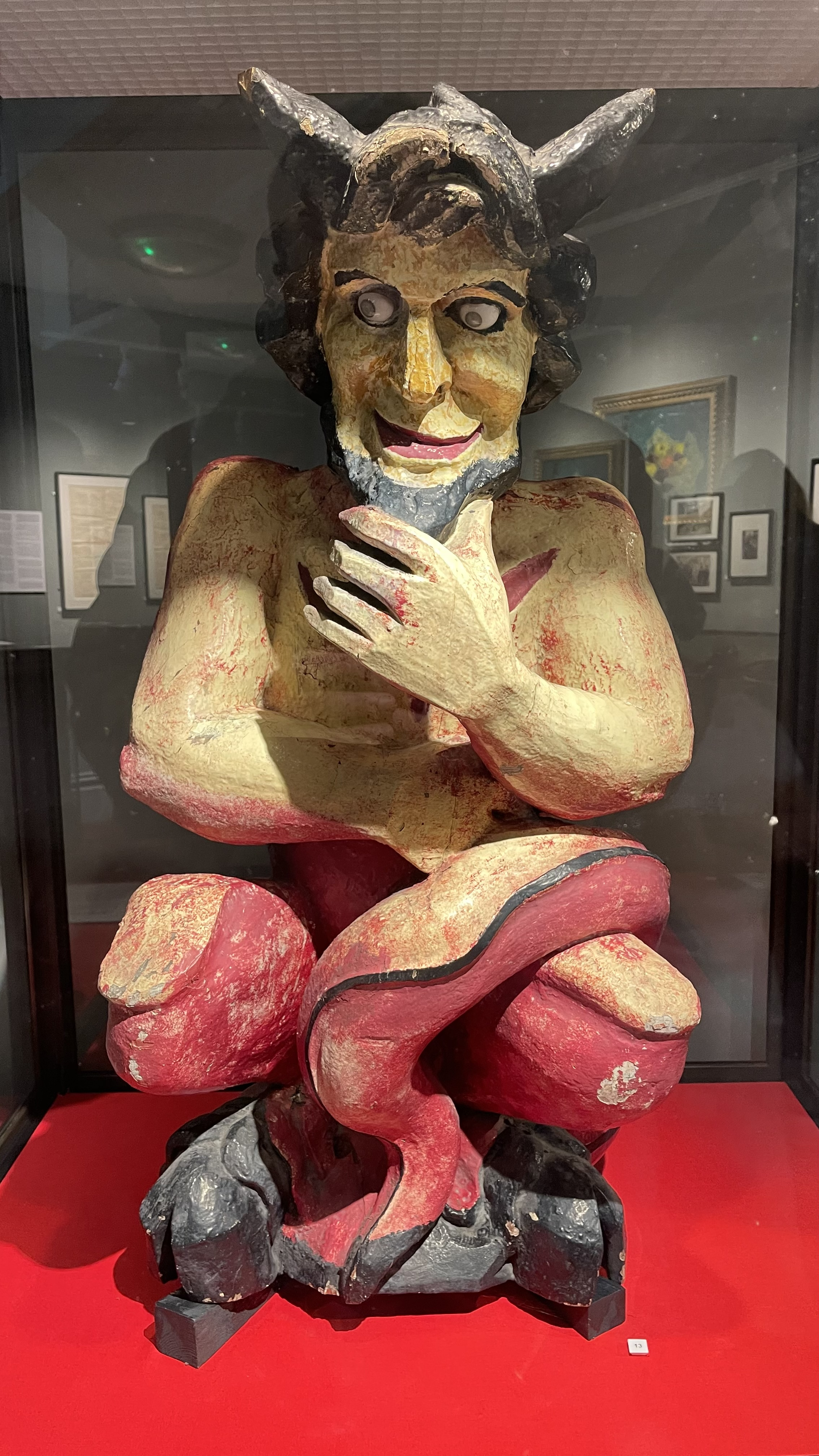
Rolę trickstera w chrześcijańskiej kulturze ludowej pełni diabeł

Trickster (pol. szachraj, przechera) – w religioznawstwie nazwa archetypu boga-żartownisia, przechery, czasem również półboga lub śmiertelnika, który przeciwstawia się ustalonym normom, działa wbrew ustalonemu porządkowi. Słowem tym określa się również przez analogię typ postaci literackiej lub nawet, w świecie realnym, typ osoby, która pełni podobną rolę w danym środowisku.

## Trickster w różnych mitologiach i religiach
Rolą, jaką pełni trickster w różnych mitologiach jest łamanie zasad i dbanie o powtarzanie się cyklu tworzenia i niszczenia. Trickster to łotrzyk, który zmienia swoją postać, kłamie, oszukuje lub kradnie, będąc jednak często pozytywną lub przynajmniej ambiwalentną postacią mitów. Zwykle, choć nie zawsze, przynosi również humor i śmiech, jest autorem dowcipów drwiących z autorytetów.
W niektórych mitologiach niedoskonałości świata materialnego tłumaczy się tym, że to szachraj:
- stworzył świat wbrew woli głównego bóstwa,
- stworzył świat niezgodnie z poleceniami głównego bóstwa,
- w jakiś sposób przeszkodził w tym, by dzieło stworzenia było doskonałe.

W różnych mitologiach funkcję tę pełnią:
- nordycki Loki,
- słowiański Weles,
- grecki Hermes i Prometeusz,
- rzymski Merkury,
- indiański Kojot i Kruk,
- afrykański Anansi,
- inkaski Lis.

W mitach związanych z chrześcijaństwem rolę trickstera pełnią np. ludowe diabły.

## Bohaterowie literaccy i filmowi
W literaturze rolę trickstera odgrywa szekspirowski Puk ze Snu nocy letniej i Piotruś Pan, w filmie tramp grany przez Charliego Chaplina, a w kreskówkach Królik Bugs.
Personifikacja Trickstera pojawia się również w niektórych serialach, m.in. w spin-offie Doktora Who pod tytułem Przygody Sary Jane (w polskim dubbingu występuje on pod nazwą Kawalarz lub też Nikt Chaosu), a także w serialu Nie z tego świata.
W literaturze polskiej modelową postacią trickstera jest Wirus, wykreowany przez Andrzeja Ziemiańskiego w powieści fantasy Achaja.
Postać Trickstera odgrywała znaczącą rolę w grze Thief: The Dark Project, gdzie bóg natury i chaosu (w polskim przekładzie Oszust lub Szachraj) jest głównym antagonistą.